# Kugelbake

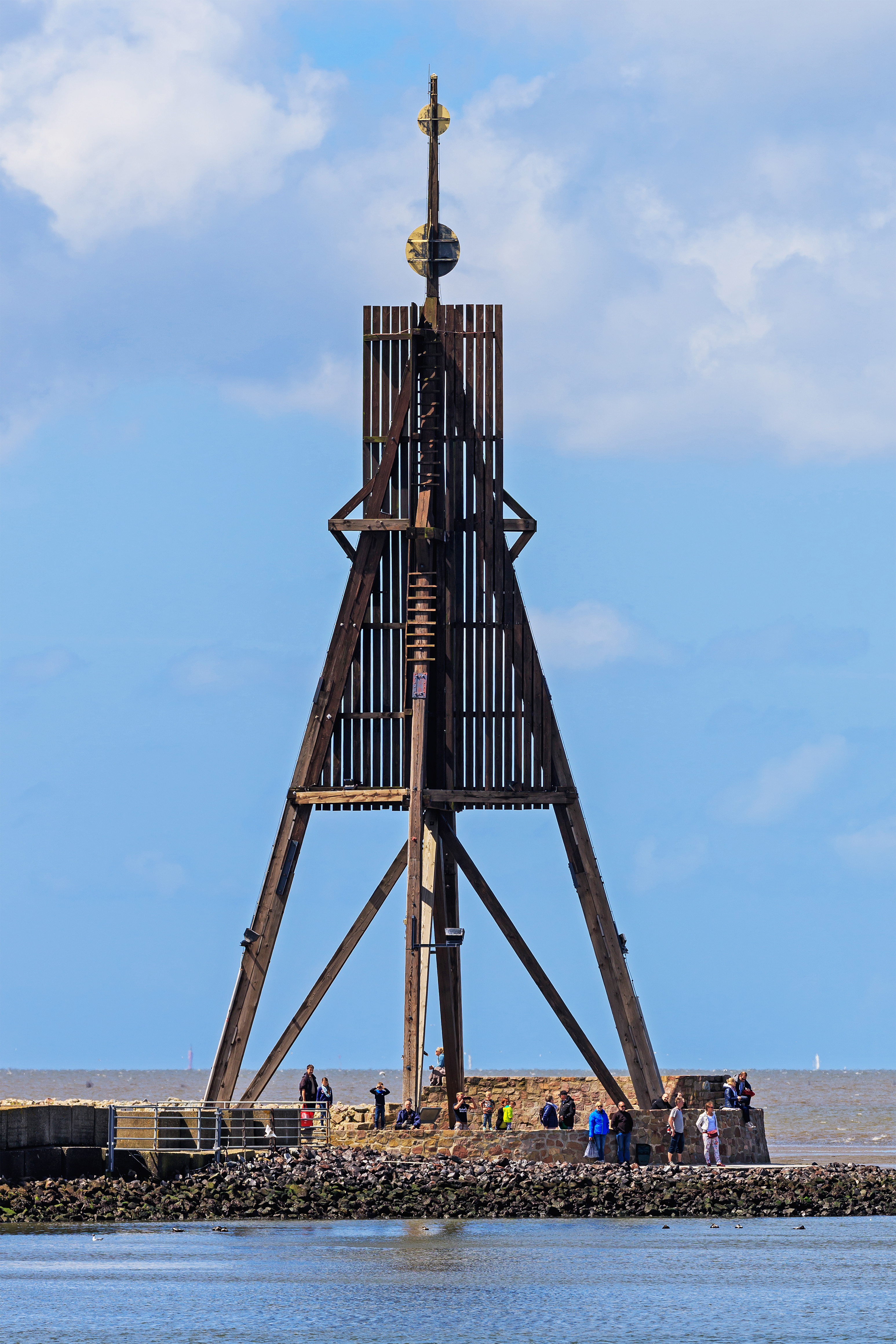
Kugelbake

Die Kugelbake ist ein aus Holz errichtetes Seezeichen in Cuxhaven. Gemessen vom mittleren Tidehochwasser bis zur Mitte der kleinen Kugel beträgt ihre Höhe 28,4 m. Der Ausdruck Bake geht auf das Mittelalter zurück, in dem alle Seezeichen – auch Leuchttürme – so genannt wurden. Sie ist das Wahrzeichen von Cuxhaven und seit 1913 im Wappen der Stadt abgebildet. Die Kugelbake wird nachts als Touristenattraktion angestrahlt. Sie bildet die seewärtige Begrenzung der Elbe, also das Ende der Binnenelbe nach dem Bundeswasserstraßengesetz.

## Lage
Die Kugelbake steht an einem stark befahrenen Schifffahrtsweg in Cuxhaven-Döse und war ein wichtiger Orientierungspunkt für die Schifffahrt. Geographisch endet hier die Elbe, und es beginnt die Nordsee; aus nautischer Sicht trennt sie Außen- und Unterelbe. Die Elbmündung hat auf Höhe der Kugelbake eine Breite von etwa 18 km. Die Kugelbake befindet sich in der Nähe des nördlichsten Punktes Niedersachsens. Symbolisch betrachtet trennt das Seezeichen das Elbe- und das Weser-Mündungsgebiet voneinander.

## Geschichte

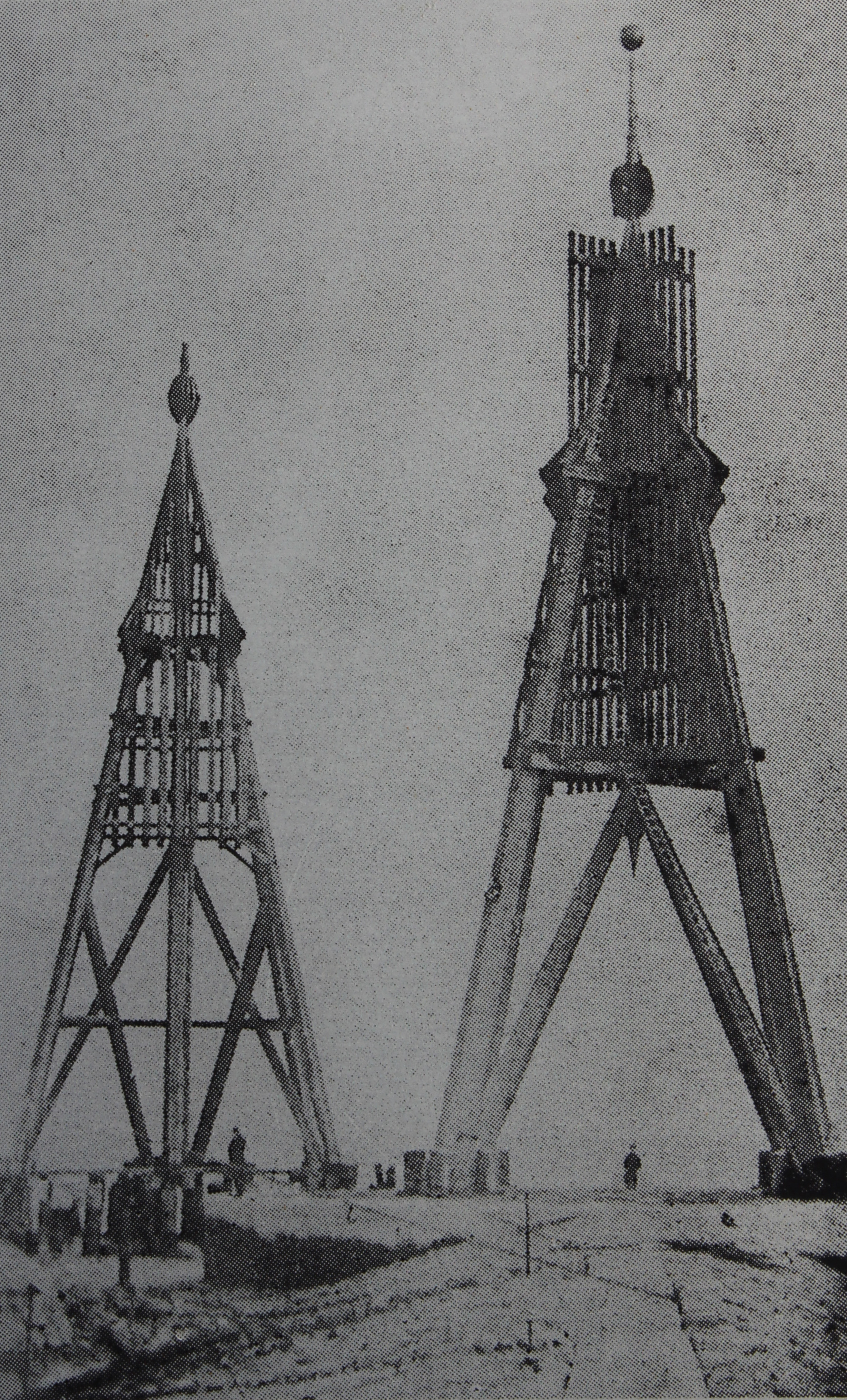
1867: Alte und neue Kugelbake nebeneinander

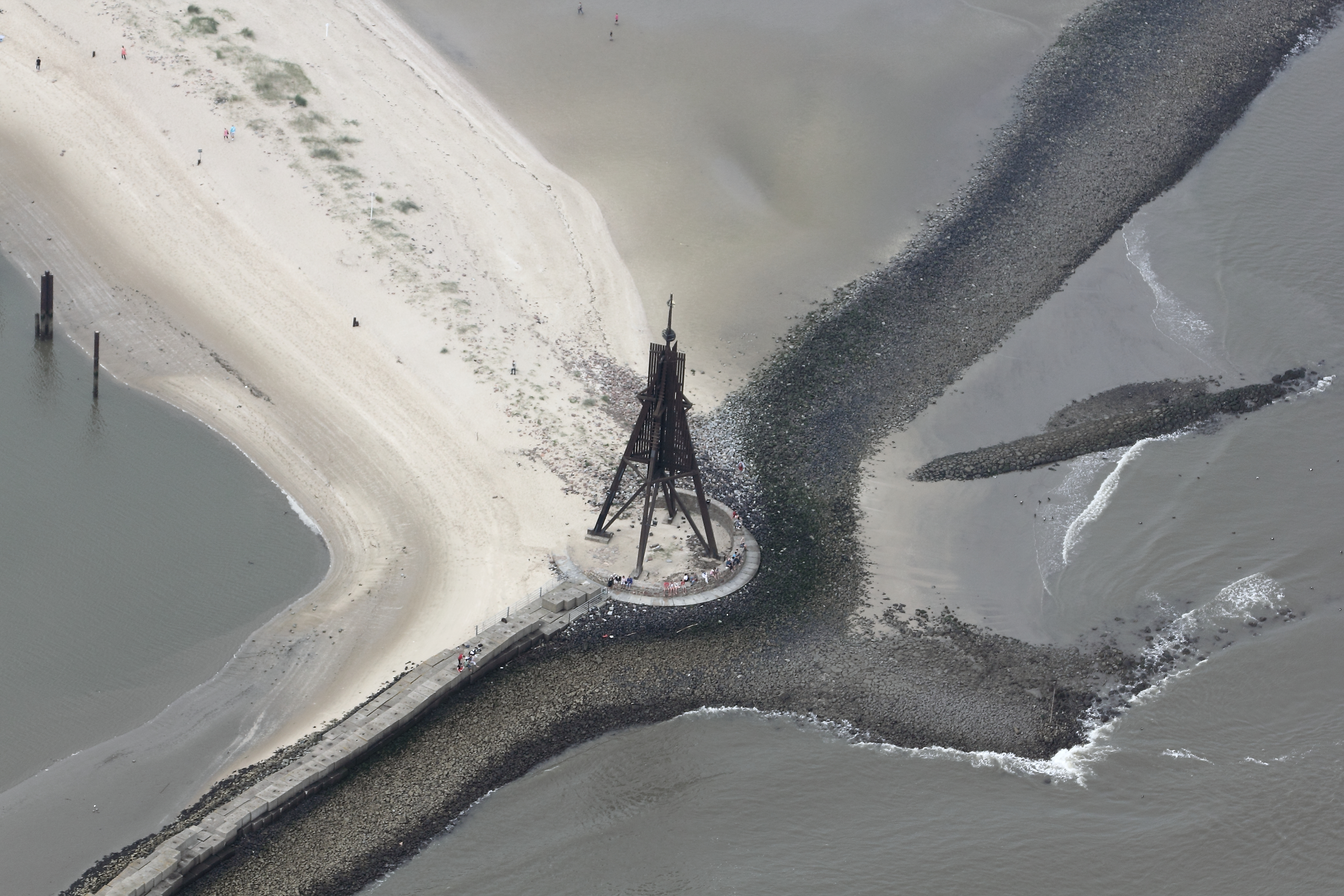
Die Kugelbake aus der Luft gesehen (nach links oben geht es auf dem Sandweg zum Döser Deich, rechts ist das Wasser der Elbe)

Errichtet wurde die erste, 85 Fuß (24,4 m) hohe Kugelbake vermutlich im Dezember 1703 auf Veranlassung des Lotseninspektors Paul Allers, nachdem der bis zu dem Zeitpunkt dort vorhandene Peilpunkt, eine Gruppe von Bäumen, von einer heftigen Sturmflut fortgespült worden war.
Das Bauwerk wurde aus Holz errichtet und besaß nie eine hohe Lebensdauer, da Holzfäulnis, Witterung, Sturm und Flut der Bake heftig zusetzten. Spätestens nach 30 Jahren musste sie jeweils erneuert oder instand gesetzt werden. Die erste Erneuerung fand vermutlich 1737 statt.
Seit 1782 ist die Kugelbake dauerhaft über einen Damm zu Fuß erreichbar.
1853 wurde das Licht der Kugelbake als nächtliche Orientierungshilfe eingerichtet, um die schwierige Fahrwasserkrümmung zu markieren. Das Leuchtfeuer brannte in einer Hütte, die sich innerhalb der Kugelbake befand.
1867 wurde die Kugelbake nach Plänen des Wasserbauinspektors Hugo Lentz auf eine runde Plattform aus Granitblöcken gesetzt.
Beim Ausbruch des Deutsch-Französischen Krieges im Jahr 1870 wurde die Leuchthütte aus taktischen Gründen abgebaut, um dem Feind keinen Anhaltspunkt zu bieten. Auch zu Beginn des Ersten Weltkriegs musste die Kugelbake weichen. 1924 wurde sie erneut errichtet. Allerdings wurden anstelle der namensgebenden Kugel zwei runde rechtwinklig zusammengesetzte Scheiben an der Spitze angebracht.
Das Kugelbakenlicht wurde ab 1878 nur noch als Reserve benötigt, da ein Feuerschiff ganzjährig ausgelegt wurde.
Der Seefunkpionier Jonathan Zenneck versuchte um 1900, eine Funkverbindung zwischen dem Festland und den Schiffen auf der See herzustellen. Innerhalb der Kugelbake wurde eine Holzhütte errichtet, die mit den dafür notwendigen Antennen und technischen Geräten für die allererste Küstenfunkstelle ausgestattet war.
2001 gab die Wasser- und Schifffahrtsverwaltung die Kugelbake an das Bundesvermögensamt zurück, da das Seezeichen seine nautische Bedeutung verloren hatte. Es wurde dann eine Stiftung zum Erhalt dieses historischen Wahrzeichens gegründet. So ist die Kugelbake seit 2002 im Besitz der Stadt Cuxhaven und steht unter Denkmalschutz. Die heutige Konstruktion stammt aus der Zeit nach 1945.

## „Kugelbake“ als Schiffsname
In Anlehnung an das Seezeichen bekam ein 1951 gebautes Vermessungsschiff den Namen MS Kugelbake. Es wird vom Wasser- und Schifffahrtsamt Lauenburg betrieben und führt für die Baggerei, für Bauwerksmessungen und für die Gewässerkunde Peilungen auf der Elbe durch. Seine Länge beträgt 16,27 m, sein Tiefgang 1,15 m, seine Breite 4,36 m und es ist mit einem 72-kW-Motor ausgestattet.
Außerdem gibt es das RoRo-Schiff MV Kugelbake (Bj. 2009). Die Firma Airbus benutzt dieses Schiff, um Übergrößencontainer zwischen Container-Terminals im Hamburger Hafen, dem Werk Finkenwerder und dem Werk Nordenham zu befördern.

## Sonstiges
Die Kugelbake ist ein beliebter Platz für Schiffsspotter.